# Aeroportul Varna
Aeroportul Varna (în bulgară Летище Варна, transliterat: Letiște Varna) (IATA: VAR, ICAO: LBWN) este aeroportul orașului Varna, capitala maritimă a Bulgaria. Aeroportul Varna este al treilea cel mai mare aeroport din Bulgaria și o importantă destinație în timpul sezonului de vară. Aeroportul este situat la 10 kilometri de centrul orașului Varna, lângă orașul Aksakovo. Aeroportul deservește Varna, Nisipurile de Aur, stațiunile de pe litoralul nordic bulgăresc și tot nord-estul Bulgariei. Linii interne și internaționale sunt valabile către 116 destinații în 40 de țări cu mai mult de 53 de companii aeriene bulgărești și străine. Cel mai aglomerat sezon pentru aeroport este de la sfârșitul lunii mai până la începutul lunii octombrie.

## Istorie
Istoricul aeroportului datează din 1916, când au fost construite două hale pentru primul hidro-port din Bulgaria în zona Peinerdjik (zona rezidențială Chaika). Transportul aerian neregulat de la Sofia la Varna a avut loc între 1919 și 1920 și nu a fost înființată până în 1947 o linie aeriană permanentă între cele două orașe. Aeroportul Tihina a fost situat la vest de podul Asparuhovo de astăzi și a fost într-adevăr destul de primitiv pentru cerințele unui oraș modern. Astfel, în 1946 s-a luat o decizie și un nou aeroport a fost construit la câțiva kilometri în la vest de oraș, lângă satul (acum orașul) Aksakovo, cu oameni locali care lucrează cu entuziasm pe șantier împreună cu constructorii. Construcția și îmbunătățirea au continuat de-a lungul anilor, cu un nou terminal construit în 1972 și o nouă pistă în 1974. 
În 2013, a fost deschis un nou terminal de pasageri, iar cel construit în secolul al XX-lea a fost închis.
În prezent, Aeroportul din Varna este supus traficului intens datorită industria turismului în creștere din Bulgaria și are nevoie de investiții majore pentru modernizarea, extinderea și gestionarea traficului de pasageri proiectat. În iunie 2006, guvernul bulgar a acordat companiei Fraport AG Frankfurt Airport Services Worldwide o concesie de 35 de ani pe aeroporturile din Varna și Burgas, în schimbul unor investiții care depășesc 500 de milioane de euro, inclusiv un nou terminal de pasageri până în 2008.
De la 15 octombrie 2011 până la 28 februarie 2012, aeroportul din Varna a fost închis pentru o reconstrucție a pistei. Toate zborurile au fost operate de Aeroportul Burgas.
În 2016, aeroportul a preluat 1.689.595 pasageri - o creștere de 20,8% față de 2015.

## Terminale

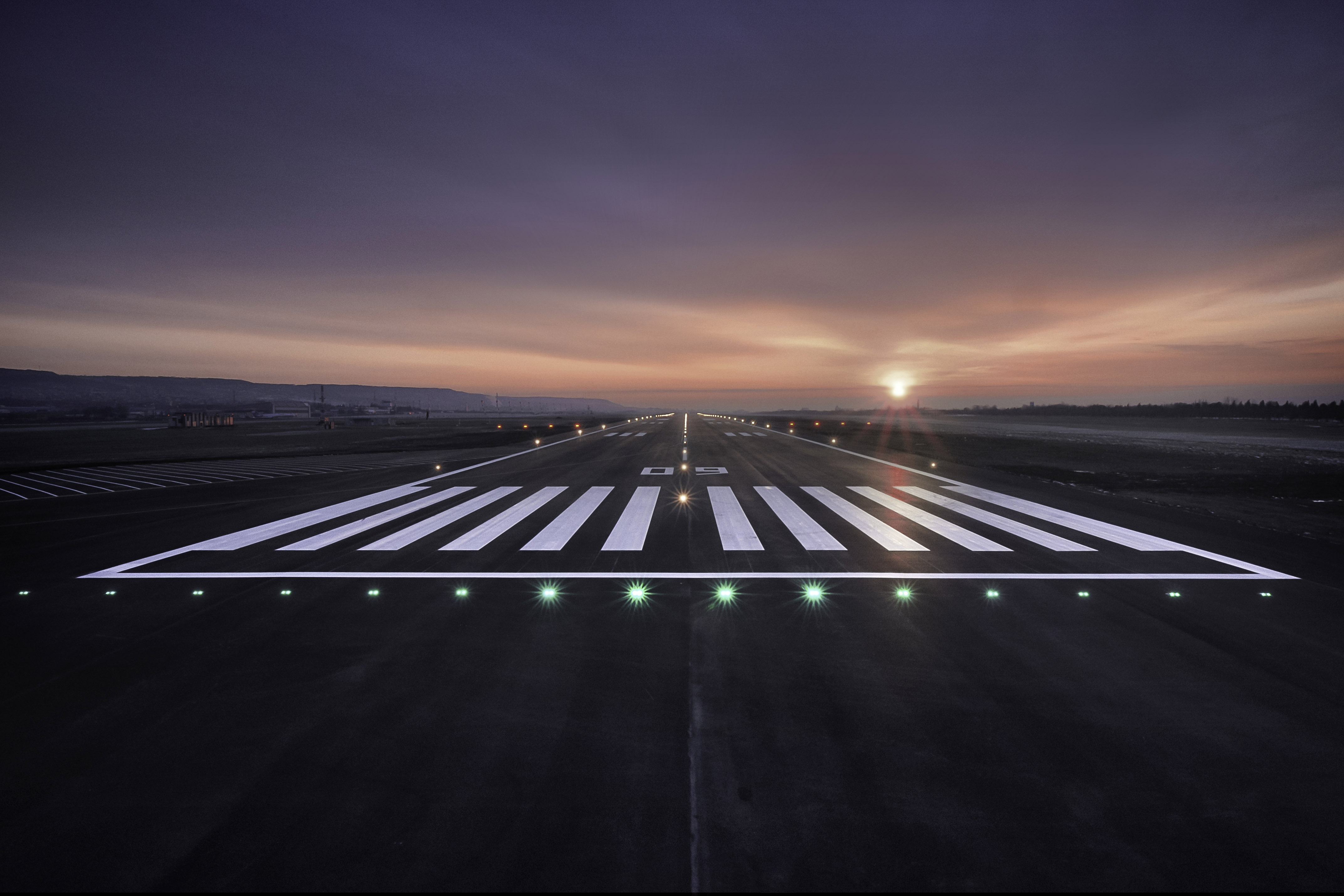
Pista

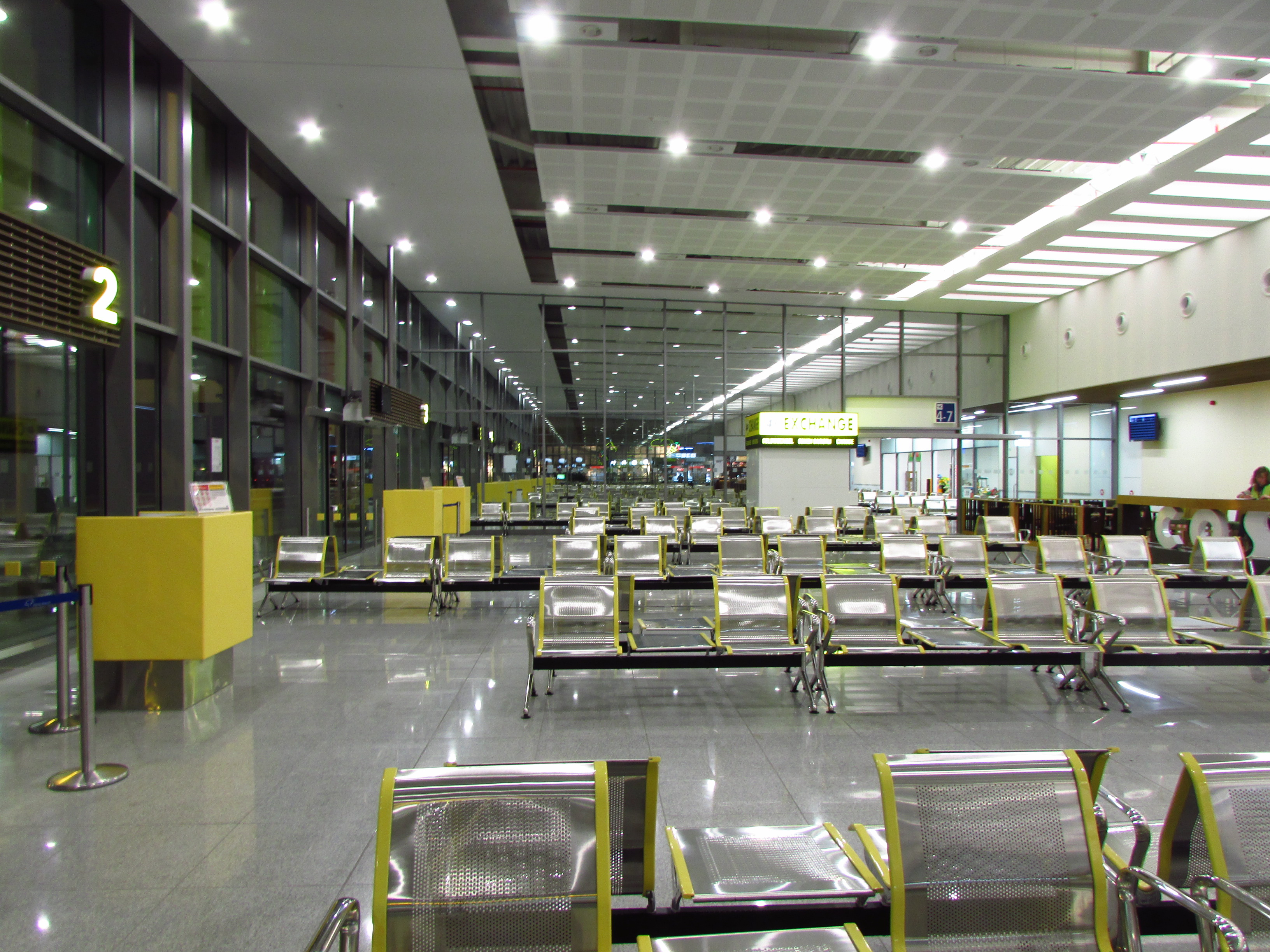
Terminalul 2

Aeroportul are trei terminale: terminalul 1, construit în 1972 (închis), terminalul 3 (deschis în iunie 2007), utilizat în sezonul de vară, și noul terminal 2, deschis în august 2013.

### Terminalul 1
Terminalul 1 (închis) a fost extins de mai multe ori pe parcursul anilor. Zona de plecări avea 21 de contoare de check-in și șase puncte de control de securitate. În terminal existau diverse puncte de vânzare: cafenele, restaurante fast food, schimb valutar și magazine duty-free. Au fost zece porți de îmbarcare. Zona sosirilor avea două centuri de bagaje, precum și un schimb valutar și un magazin fără taxe. Terminalul 1 are încă o cameră VIP și sală de afaceri. În 2010, camera VIP a fost renovată. Începând cu anul 2014, toate zborurile, inclusiv cele de tip "no-brills", sunt gestionate de Terminalul 2. Prin urmare, vechiul terminal este închis, cu excepția zonei VIP.

### Terminalul 2
Terminalul 2 a început să funcționeze în data de 18 august 2013. În decembrie 2011 au început lucrările de construcție pentru noul Terminal 2. T2 are o capacitate de 1.800.000 pasageri pe an și 25 de birouri de check-in. Acesta acoperă o suprafață de 18.000 de metri pătrați. Terenurile T2 sunt concepute astfel încât capacitatea lor să poată fi mărită ca o extensie a părții arhitecturale existente. Primul zbor de pasageri pe T2 a fost un zbor intern dinspre Sofia, operat de transportatorul național Bulgaria Air, iar primii pasageri internaționali au fost dintr-un zbor Belavia din Minsk.